# 웬들 매카인스
웬델 맥키네스(Wendell Mckines), 1988년 8월 18일 ~ )는 전주 KCC 이지스에 속해 있는 농구 선수이다. 주특기는 리바운드이며 동부와의 계약을 파기하고 떠난 다쿼비스 터커 대신 합류한 라샤드 제임스를 방출하고 대체용병으로 합류하였다.